# The Wonder City of Oz
The Wonder City of Oz (1940) é o trigésimo-quarto livro sobre a Terra de Oz criada por L. Frank Baum, e o primeiro escrito (além de ilustrado) por John R. Neill.